# Phil Coke
Pour les articles homonymes, voir Coke.
Phillip Douglas Coke (né le 19 juillet 1982 à Sonora, Californie, États-Unis) est un lanceur de relève gaucher de la Ligue majeure de baseball. Il est présentement agent libre.
Il participe à la victoire des Yankees de New York en Série mondiale 2009 avant de s'aligner de 2010 à 2014 avec les Tigers de Détroit. 

## Carrière

### Yankees de New York
Phil Coke est repêché une première fois le 5 juin 2001 par les Marlins de la Floride, mais il repousse l'offre afin de poursuivre ses études supérieures. Il rejoint les rangs professionnels après le repêchage amateur du 4 juin 2002 au cours de laquelle il est sélectionné par les Yankees de New York. Coke paraphe son contrat chez les Yankees le 26 mai 2003, lui permettant d'achever son année universitaire au San Joaquin Delta College de Stockton (Californie).
Phil Coke fait ses débuts en Ligue majeure sous l'uniforme des Yankees le 1er septembre 2008. Il fait 12 apparitions en relève en fin d'année et remporte sa première décision dans les majeures le 15 septembre contre les White Sox de Chicago. À l'occasion de ses dix premiers atchs joués en Majeure, il n'accorde aucun point (11.2 maches lancées pour 4 coups sûrs, 2 buts sur balles et 10 retraits sur des prises). 
En 2009, il lance 60 manches en 72 sorties, remporte 4 matchs, enregistre 2 sauvetage et fait partie de l'équipe des Yankees championne de la Série mondiale. Il prend part à deux rencontres de la Série mondiale : 1.1 maches lancées pour 3 coups sûrs, soit une moyenne de points mérités médiocre de 13,50.

### Tigers de Détroit
Le 9 décembre 2009, Coke passe des Yankees aux Tigers de Detroit dans une transaction à trois équipes impliquant aussi les Diamondbacks de l'Arizona. 

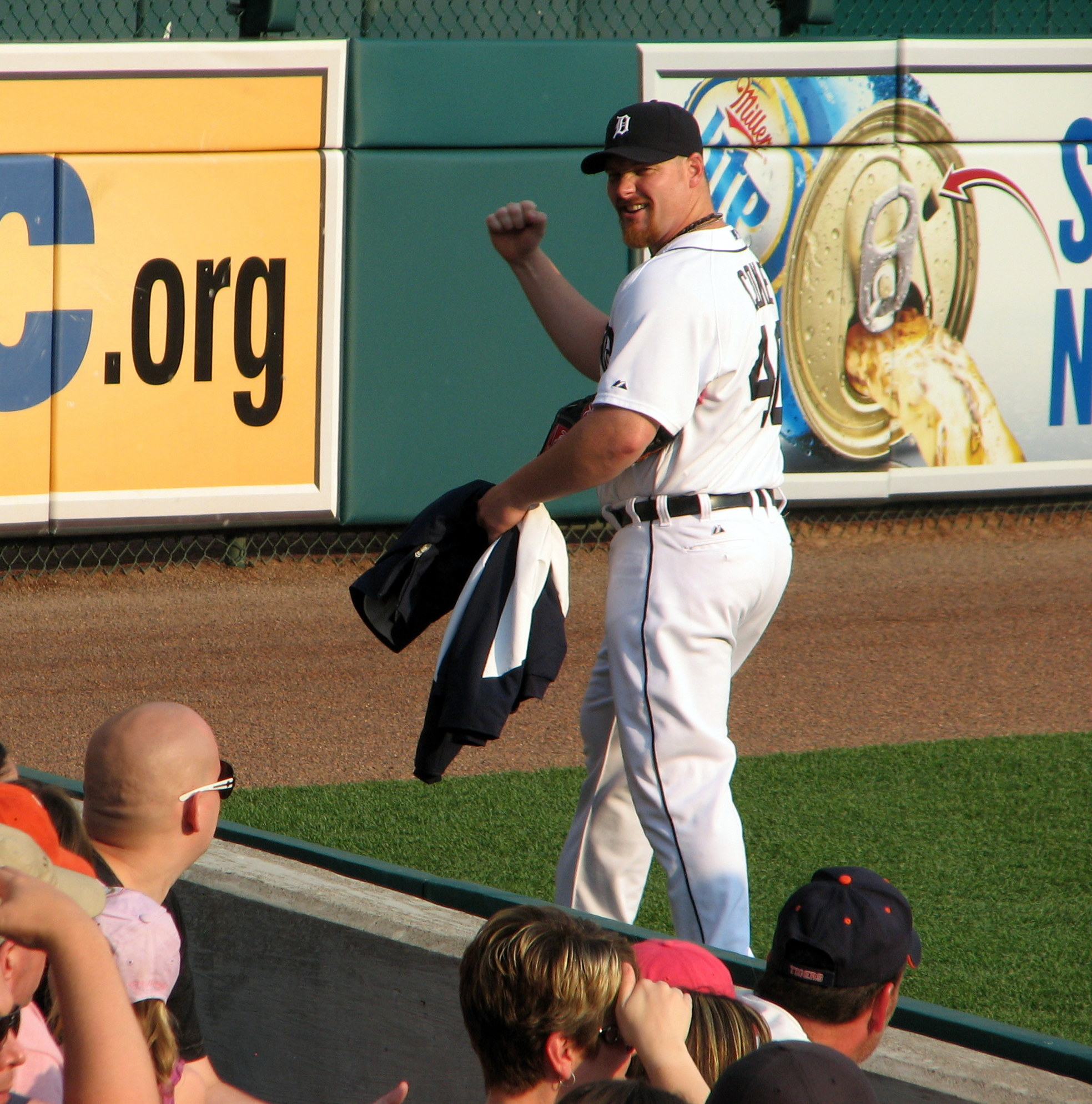
Phil Coke en 2012 à Détroit.

Très utilisé par les Tigers à sa première saison à Detroit, il lance 74 parties en 2010, dont une comme lanceur partant, une première pour lui dans les majeures. Il affiche une moyenne de points mérités de 3,76 dans la saison avec sept victoires et cinq défaites.
En 2011, les Tigers répètent l'expérience en confiant la balle à Coke pour amorcer 14 matchs. C'est cependant peu concluant puisque sur huit décisions il en perd sept. Sa moyenne de points mérités comme partant est de 4,82. Sur 48 matchs en 2011, 34 sont comme lanceur de relève. Il termine l'année avec trois gains, neuf revers, et une moyenne de 4,47 en 108 manches et deux tiers au monticule, ce qui est de loin son plus grand nombre de manches de travail depuis son entrée dans les majeures. Utilisé en relève en matchs d'après-saison, il apparaît dans cinq parties de séries éliminatoires.
De 2010 à 2014, Coke apparaît dans 299 matchs des Tigers. Uniquement employé comme releveur à partir de 2012, il joue au total 284 parties dans ce rôle pour Détroit. Durant ces années, sa moyenne de points mérités pour le club s'élève à 4,25 en 323 manches et deux tiers lancées, avec 17 victoires, 24 défaites, 6 sauvetages et 244 retraits sur des prises. En éliminatoires, sa moyenne se chiffre à 3,86 en 16 manches et un tiers de travail. Il apparaît trois fois dans le Série mondiale 2012 perdue par les Tigers aux mains des Giants de San Francisco et n'accorde qu'un point, mais c'est celui marqué en 10e manche du 4e match de la finale. Coke est le lanceur perdant de cette rencontre qui assure le titre aux Giants.

### Cubs de Chicago
Le 7 mars 2015, Coke signe un contrat des ligues mineures avec les Cubs de Chicago. Inefficace après 16 matchs, où il accorde 7 points en 10 manches, il est libéré par les Cubs à la fin mai.

### Blue Jays de Toronto
Coke signe un contrat avec les Blue Jays de Toronto le 31 mai 2015. Il joue deux matchs des Jays mais redevient agent libre après avoir refusé une relégation en ligues mineures.

### Athletics d'Oakland
Coke signe un contrat chez les Athletics d'Oakland le 27 juin 2015 mais ne joue que quelques matchs des ligues mineures avec les Sounds de Nashville sans être rappelé par Oakland, qui le libère de son contrat le 19 août suivant.

## Statistiques
| Saison | Équipe     | G   | GS | CG | SHO | V  | D | SV | IP    | SO  | ERA  |
| ------ | ---------- | --- | -- | -- | --- | -- | - | -- | ----- | --- | ---- |
| 2008   | NY Yankees | 12  | 0  | 0  | 0   | 1  | 0 | 0  | 14.2  | 14  | 0,61 |
| 2009   | NY Yankees | 72  | 0  | 0  | 0   | 4  | 3 | 2  | 60.0  | 49  | 4,50 |
| 2010   | Détroit    | 74  | 1  | 0  | 0   | 7  | 5 | 2  | 64.2  | 53  | 3,76 |
| Totaux | Totaux     | 158 | 1  | 0  | 0   | 12 | 8 | 4  | 139.1 | 116 | 3,75 |

| Saison | Équipe     | G | GS | CG | SHO | V | D | SV | IP  | SO | ERA  |
| ------ | ---------- | - | -- | -- | --- | - | - | -- | --- | -- | ---- |
| 2009   | NY Yankees | 6 | 0  | 0  | 0   | 0 | 0 | 0  | 2.2 | 3  | 6,75 |
| Totaux | Totaux     | 6 | 0  | 0  | 0   | 0 | 0 | 0  | 2.2 | 3  | 6,75 |

Note : G = Matches joués ; GS = Matches comme lanceur partant ; CG = Matches complets ; SHO = Blanchissages ; 
V = Victoires ; D = Défaites ; SV = Sauvetages ; IP = Manches lancées ; SO = Retraits sur des prises ; ERA = Moyenne de points mérités.